# 310

## Nașteri
- Decimus Magnus Ausonius, poet latin (d. 395)

## Decese
- Maximian, împărat roman (împreună cu Dioclețian), (n. 240)